# Гимелстоб, Джастин
Джастин Гимелстоб (англ. Justin Gimelstob; род. 26 января 1977, Ливингстон, США) — американский теннисист, спортивный функционер и комментатор. Победитель двух турниров Большого шлема в миксте и 13 турниров АТР в мужском парном разряде, обладатель Кубка Хопмана (1997) в составе команды США.

## Личная жизнь
Джастин Гимелстоб родился в Нью-Джерси в семье зажиточного финансиста Барри Гимелстоба. В 1995-96 годах учился в Калифорнийском университете в Лос-Анджелесе, закончив первый семестр с максимально возможными оценками (GPA 4.0) но переход в профессиональный теннис помешал получению степени, и Гимелстоб вернулся к занятиям после её окончания, вернувшись в Южную Калифорнию из Нью-Йорка, где продал квартиру на Манхэттене и расстался с подружкой.
В 1998 году был основан Детский фонд Джастина Гимелстоба, собирающий пожертвования в Нью-Йорке и Нью-Джерси. С момента основания по 2014 год фонд собрал свыше миллиона долларов, переданных на лечение детей, страдающих от рака и заболеваний кровеносной системы.
В 2006 году Гимелстоб, входивший до этого в совет игроков Ассоциации теннисистов-профессионалов (ATP), проиграл выборы в совет директоров ATP на одно из мест представителей игроков, но уже в следующем году всё-таки получил этот пост, сменив в совете директоров Томаса Блейка. В качестве члена совета директоров Гимелстоб способствовал избранию президентом АТР Адама Хелфанта, лоббируя в его пользу ведущих игроков. В 2008 году переизбран на новый трёхлетний срок.
Гимелстоб работает спортивным комментатором на целом ряде радио- и телеканалов, включая Tennis Channel, CBS и Fox Sports. Он также вёл колонку в Sports Illustrated и собственную радиопередачу «Спортивные наркоманы» (англ. The Sports Junkies), выходившую в эфир в Вашингтоне. С этой передачей связан наиболее громкий скандал с участием Гимелстоба: летом 2008 года Джастин, известный своим острым языком, позволил себе крайне грубо отозваться об Анне Курниковой. Результатом стало отстранение от участия в рекламной кампании USTA и дисквалификация на один матч в профессиональной теннисной лиге World TeamTennis. Гимелстоб был также на короткое время отстранён от ведения передач на Tennis Channel после того, как в 2010 году он уничижительно отозвался о политике, проводимой президентом Обамой.

## Игровая карьера
Джастин Гимелстоб начал играть в теннис в восьмилетнем возрасте. Его первыми партнёрами по игре были братья — старший, Джош, и младший, Расселл. В 1991 году Джастин возглавил национальный рейтинг США среди мальчиков в возрасте до 14 лет, в 1993-м — до 16 лет, а в 1995 году выиграл национальный чемпионат США среди юношей в возрасте до 18 лет в одиночном разряде и пробился в финал Открытого чемпионата Франции в паре с Райаном Уолтерсом. В первом круге Открытого чемпионата США 18-летний Гимелстоб нанёс поражение 65-й ракетке мира Давиду Приносилу, и журнал Sports Illustrated предрекал ему карьеру «теннисного Тайгера Вудса». Поступив в 1995 году в Калифорнийский университет в Лос-Анджелесе, Гимелстоб на втором курсе вышел в финал студенческого (NCAA) чемпионата Северной Америки в одиночном разряде и в команде, а в парном разряде с Срджяном Мушкатировичем завоевал чемпионский титул.
В 1996 году Гимелстоб присоединился к профессиональному теннисному туру АТР. В первый свой сезон в ранге профессионала он выиграл один турнир класса «челленджер» в одиночном разряде и два в парном, за год поднявшись с рейтинге АТР более чем на 400 мест. В начале 1997 года Гимелстоб защищал цвета флага США в Кубке Хопмана, в последний момент заменив в составе американской команды Ричи Ренеберга. Несмотря на то, что букмекеры оценивали шансы Гимелстоба и Чанды Рубин очень низко (ставки принимались в соотношении 66 к 1), им удалось принести американской сборной первую в её истории на этом турнире победу. Позже в этом году ему удалось выиграть свой первый турнир основного тура АТР — это произошло летом на турнире базовой категории в Ньюпорте, где с ним играл новозеландец Бретт Стивен. Со Стивеном Гимелстоб также обыграл по пути в полуфинал в Мемфисе одну из сильнейших пар мира Паул Хархёйс-Якко Элтинг, а с Патриком Рафтером по пути в финал Открытого чемпионата Японии нанёс поражение олимпийским чемпионам Тодду Вудбриджу и Марку Вудфорду, занимавшим в рейтинге парных игроков первое место. Год он окончил уже в числе ста лучших теннисистов мира в парном разряде, а в одиночном вошёл в первую сотню в августе после побед на Уимблдоне и Открытом чемпионате Канады над соперниками из Top-20, хотя и не сумел удержаться в ней до конца года.
В 1998 году Гимелстоб завоевал свой второй парный титул на турнирах АТР и дошёл до четвертьфинала Открытого чемпионата Австралии и Уимблдонского турнира в мужском парном разряде (на обоих турнирах Большого шлема его партнёром был Брайан Макфи, с которым они обыграли на Уимблдоне третью пару мира Леандер Паес-Махеш Бхупати). В одиночном разряде Гимелстоб дважды играл в полуфиналах турниров АТР (в Корал-Спрингс и в Лос-Анджелесе, где победил Рафтера — на тот момент пятую ракетку мира). Ближе к концу года он снова пробился в сотню сильнейших игроков мира. Но главных своих успехов он достиг в этом сезоне в миксте, выиграв Открытый чемпионат Австралии и Открытый чемпионат Франции в паре с 17-летней Винус Уильямс. В Мельбурне молодые американцы, получившие «уайкд-кард» от организаторов турнира, переиграли три посеянных пары в первом круге, четвертьфинале и финале. Также три посеянных пары они успели обыграть по пути к титулу в Париже, хотя в финале им противостояла другая несеяная пара — младшая сестра Винус, Серена, и аргентинец Луис Лобо. На Уимблдоне, третьем в сезоне турнире Большого шлема, Винус и Джастин победили в четвертьфинале первую пару турнира Лариса Нейланд-Леандер Паес, но в полуфинале проиграли посеянным пятыми Мирьяне Лучич и Махешу Бхупати, а чемпионами в итоге стали Серена Уильямс и белорус Максим Мирный.
За 1999 год Гимелстоб завоевал пять титулов на турнирах АТР в парном разряде, обыграв по ходу сезона, среди прочих, Вудбриджа и Вудфорда в Атланте, Даниэля Нестора и Себастьена Ларо в Сингапуре и вторую ракетку мира Бхупати, выступавшего в паре с Эндрю Флорентом, в Париже. Год он закончил на 24-м месте в рейтинге парных игроков. В одиночном разряде Гимелстоб достиг рекордной для себя 63-й позиции к апрелю 1999 года, после удачного выступления в Скоттсдейле (Аризона), где ему удалось обыграть 22-ю ракетку мира Томаса Мустера. В 2000 году он добрался в парном рейтинге до 18-го места, за год четырежды сыграв в финалах турниров АТР и одержав две победы.
В начале 2001 года на Открытом чемпионате Австралии Гимелстоб добился наивысшего успеха в турнирах Большого шлема, помимо двух побед 1998 года в миксте. В паре со Скоттом Хамфрисом ему удалось пробиться в полуфинал после победы в третьем круге над посеянными Евгением Кафельниковым и Уэйном Феррейрой. В 2004 году Гимелстоб и Хамфрис добрались до четвертьфинала на Уимблдонском турнире, победив сеяных вторыми Боба и Майка Брайанов. В 2002—2006 годах Гимелстоб ещё шесть раз играл в финалах турниров АТР в парном разряде, завоевав ещё четыре титула. Летом 2006 года, занимая под конец карьеры 111-е место в рейтинге, он вышел в Ньюпорте в единственный за время выступлений финал турнира АТР в одиночном разряде, где проиграл Марку Филиппуссису, на тот момент находившемуся в теннисной иерархии лишь в третьей сотне.
Травмы спины заставили Гимелстоба закончить карьеру в 30-летнем возрасте. Он объявил о планируемом окончании карьеры после поражения от Энди Роддика на Открытом чемпионате США 2007 года и провёл свои последние матчи в турнирах АТР осенью того же года в Москве и Санкт-Петербурге, потерпев поражения уже в первом круге в обоих разрядах. В 2008 году, однако, он ещё принял участие в летней лиге World TeamTennis в составе только что сформированной команды «Вашингтон Каслс», став её первым в истории игроком.

## Положение в рейтинге в конце года
| Разряд    | 1994  | 1995 | 1996 | 1997 | 1998 | 1999 | 2000 | 2001 | 2002 | 2003 | 2004 | 2005 | 2006 | 2007 |
| --------- | ----- | ---- | ---- | ---- | ---- | ---- | ---- | ---- | ---- | ---- | ---- | ---- | ---- | ---- |
| Одиночный | 1 155 | 576  | 152  | 104  | 80   | 82   | 97   | 177  | 106  | 106  | 162  | 104  | 86   | 556  |
| Парный    | 769   | 471  | 243  | 68   | 50   | 24   | 55   | 63   | 84   | 57   | 63   | 78   | 49   | 157  |

## Выступления на турнирах

### Финалы турнировATPв одиночном разряде (0+1)
| Результат | Дата         | Турнир       | Покрытие | Соперник в финале | Счёт в финале |
| --------- | ------------ | ------------ | -------- | ----------------- | ------------- |
| Поражение | 10 июля 2006 | Ньюпорт, США | Трава    | Марк Филиппуссис  | 3-6 5-7       |

### Финалы турнировATPв парном разряде (13+5)
| Легенда                                                |
| ------------------------------------------------------ |
| Большой шлем (0)*                                      |
| Итоговый турнир ATP (0)                                |
| ATP Super 9 / ATP Мастерс (0)                          |
| ATP Championship Series / ATP International Gold (3-1) |
| ATP World / ATP International (10-4)                   |

- количество побед в финалах - количество поражений в финалах.

| Результат | №   | Дата             | Турнир                        | Покрытие | Партнёр         | Соперники в финале              | Счёт в финале |
| --------- | --- | ---------------- | ----------------------------- | -------- | --------------- | ------------------------------- | ------------- |
| Поражение | 1.  | 14 апреля 1997   | Токио, Япония                 | Хард     | Патрик Рафтер   | Даниэль Вацек Мартин Дамм       | 6-2 2-6 6-7   |
| Победа    | 1.  | 7 июля 1997      | Ньюпорт, США                  | Трава    | Бретт Стивен    | Кент Киннэр Александар Китинов  | 6-3 6-4       |
| Победа    | 2.  | 15 июня 1998     | Ноттингем, Великобритания     | Трава    | Байрон Талбот   | Себастьен Ларо Даниэль Нестор   | 7-5 6-7 6-4   |
| Победа    | 3.  | 1 марта 1999     | Скоттсдейл, США               | Хард     | Ричи Ренеберг   | Марк Ноулз Сэндон Столл         | 6-4 6-74 6-3  |
| Победа    | 4.  | 26 апреля 1999   | Атланта, США                  | Грунт    | Патрик Гэлбрайт | Тодд Вудбридж Марк Вудфорд      | 5-7 7-6 6-3   |
| Победа    | 5.  | 14 июня 1999     | Ноттингем, Великобритания (2) | Трава    | Патрик Гэлбрайт | Мариус Барнард Брент Хайгарт    | 5-7 7-5 6-3   |
| Победа    | 6.  | 16 августа 1999  | Вашингтон, США                | Хард     | Себастьен Ларо  | Дэвид Адамс Джон-Лаффни де Ягер | 7-5 6-72 6-3  |
| Победа    | 7.  | 8 ноября 1999    | Москва, Россия                | Ковёр(i) | Даниэль Вацек   | Андрей Медведев Марат Сафин     | 6-2 6-1       |
| Победа    | 8.  | 14 февраля 2000  | Мемфис, США                   | Хард(i)  | Себастьен Ларо  | Джим Грабб Ричи Ренеберг        | 6-2 6-4       |
| Поражение | 2.  | 10 апреля 2000   | Атланта, США                  | Грунт    | Марк Ноулз      | Рик Лич Эллис Феррейра          | 3-6 4-6       |
| Поражение | 3.  | 1 мая 2000       | Орландо, США                  | Грунт    | Себастьен Ларо  | Леандер Паес Ян Симеринк        | 3-6 4-6       |
| Победа    | 9.  | 11 сентября 2000 | Ташкент, Узбекистан           | Хард     | Скотт Хамфрис   | Мариус Барнард Робби Кёниг      | 6-3 6-2       |
| Поражение | 4.  | 22 июля 2002     | Лос-Анджелес, США             | Хард     | Микаэль Льодра  | Себастьен Грожан Николас Кифер  | 4-6 4-6       |
| Победа    | 10. | 29 сентября 2003 | Токио, Япония                 | Хард     | Николас Кифер   | Марк Мерклейн Скотт Хамфрис     | 6-76 6-3 7-64 |
| Победа    | 11. | 13 сентября 2004 | Пекин, Китай                  | Хард     | Грейдон Оливер  | Алекс Богомолов Тейлор Дент     | 4-6 6-4 7-66  |
| Победа    | 12. | 27 сентября 2004 | Бангкок, Таиланд              | Хард     | Грейдон Оливер  | Ив Аллегро Роджер Федерер       | 5-7 6-4 6-4   |
| Победа    | 13. | 12 сентября 2005 | Пекин, Китай (2)              | Хард     | Натан Хили      | Дмитрий Турсунов Михаил Южный   | 4-6 6-3 6-2   |
| Поражение | 5.  | 10 июля 2006     | Ньюпорт, США                  | Трава    | Джефф Кутзе     | Роберт Кендрик Юрген Мельцер    | 6-73 0-6      |

### Финалы турниров Большого шлема в смешанном парном разряде (2+0)
| Результат | Год  | Турнир                       | Покрытие | Партнёрша     | Соперники в финале       | Счёт в финале |
| --------- | ---- | ---------------------------- | -------- | ------------- | ------------------------ | ------------- |
| Победа    | 1998 | Открытый чемпионат Австралии | Хард     | Винус Уильямс | Хелена Сукова Цирил Сук  | 6-2 6-1       |
| Победа    | 1998 | Открытый чемпионат Франции   | Грунт    | Винус Уильямс | Серена Уильямс Луис Лобо | 6-4 6-4       |